# Graphium grovei
Graphium grovei är en lavart som beskrevs av Sacc. 1886. Graphium grovei ingår i släktet Graphium och familjen Microascaceae.   Inga underarter finns listade i Catalogue of Life.